# Joel (piłkarz)
Joel de Oliveira Monteiro (ur. 1 maja 1904 w Rio de Janeiro, zm. 6 kwietnia 1990 tamże) – brazylijski piłkarz występujący na pozycji bramkarza.

## Kariera klubowa
Joel swoją piłkarską karierę spędził w Americe Rio de Janeiro, gdzie grał w latach 1927–1932. Największym sukcesem podczas kariery było zdobycie mistrzostwa stanu Rio de Janeiro – Campeonato Carioca w 1928.

## Kariera reprezentacyjna
Joel na początku lat 30. grał w reprezentacji Brazylii, z którą uczestniczył w mistrzostwach świata w 1930 w Urugwaju. Właśnie podczas tego turnieju zadebiutował w reprezentacji 14 lipca w przegranym meczu z Jugosławią, rok wcześniej zagrał w meczu Brazylii z Ferencvárosi TC. Ostatnim, trzecim (jeśli nie liczyć meczu z Ferencvarosem) meczem Joela w barwach canarinhos był wygrany mecz z USA rozegrany 18 sierpnia 1930 roku w Rio de Janeiro.